# It’s OK I’m OK
It’s OK I’m OK – piosenka kanadyjskiej piosenkarki Tate McRae. Została wydana jako główny singiel z jej trzeciego albumu studyjnego So Close to What (2025) 12 września 2024 r. przez RCA Records. Elektroniczna i popowa piosenka z elementami współczesnego R&B i wpływami hip-hopu została napisana przez McRae wraz z Ryanem Tedderem, Savanem Kotechą i Ilyą, a jej produkcją zajął się ten ostatni. Piosenka odniosła komercyjny sukces, stając się najwyżej notowanym debiutem McRae na liście Billboard Hot 100 i docierając do pierwszej dwudziestki w różnych krajach, w tym w Australii, Kanadzie, Norwegii, Singapurze, Wielkiej Brytanii i Stanach Zjednoczonych. Wydano teledysk, w którym McRae została zmontowana tak, aby pojawiła się nago, co przyciągnęło powszechną uwagę mediów.

## Tło i wydanie
Po wydaniu drugiego albumu studyjnego Think Later w grudniu 2023 r. McRae wyruszyła w trasę koncertową, która go wspierała. Album wyprodukował „Greedy” (2023), który był jednym z jej najlepiej sprzedających się singli. W marcu 2024 r. McRae ujawniła, że wróciła do studia i „pisze i sprawdza, co pierwsze przychodzi jej do głowy, zwłaszcza że to tak szybko po wydaniu mojego albumu”. McRae napisała piosenkę „It’s OK I’m OK” z Ryanem Tedderem, Savanem Kotechą i jej producentem, Ilyą Salmanzadehem. Piosenka opowiada o kobiecie opowiadającej o swoim byłym chłopaku. Narratorka jest zadowolona, że nie jest już w związku ze swoim byłym i ostrzega przed nim swoją nową dziewczynę. Piosenka jest nastrojowym elektronicznym utworem popowym z wpływami hip-hopu i współczesnymi elementami R&B. Salmanzadeh powiedziała Billboardowi w październiku 2024 r., że piosenka została napisana po tym, jak jej kompozytorzy zapytali McRae, czy chce czegoś do picia podczas sesji w studiu, na co McRae odpowiedziała „wszystko w porządku, jestem w porządku”, co Salmanzadeh uznała za chwytliwe.
22 sierpnia 2024 r. podczas występu w Madison Square Garden McRae zaprezentowała nową piosenkę jako bis na trasie. Zawierała ona tekst „It’s OK. I’m OK. I Don’t really gotta say. It’s OK. You can have him anyway.”. Według Lexi Carson z Variety „elementy [tego] przywoływały piosenki z albumu Britney Spears z 2000 r. Oops !…I Did It Again”. We wrześniu 2024 r. McRae opublikowała zdjęcie siebie z tytułem piosenki napisanym na piasku, stwierdzając, że „nie jesteście gotowi” na to. Jej poprzedni współpracownik Tedder polubił post. RCA Records wydało piosenkę jako singiel 12 września 2024 r.
Wykonanie piosenki na żywo z Madison Square Garden zostało wydane wyłącznie na YouTube 18 września 2024 r. i zostało przesłane na platformy streamingowe jako singiel 4 października 2024 r.
Cyfrowy maxi-singiel z oryginalną wersją piosenki, remiksem piosenki Iana Ashera, przyspieszonymi i spowolnionymi wersjami piosenki oraz instrumentalną wersją piosenki został wydany 11 października 2024 r.

## Teledysk
Teledysk do piosenki wyreżyserowała Hannah Lux Davis. Mówiąc o inspiracjach stojących za teledyskiem, McRae powiedziała: „Tak wiele popowych teledysków. Stara Britney, stara Christina. Powiedziałabym, że jest bardzo kiczowaty. Sean [Bankhead] po prostu pochłonął choreografię”. Teledysk rozgrywa się w Nowym Jorku i McRae chodzi po ulicach w kilku strojach. W pewnym momencie zostaje aresztowana, udając nagą. McRae ujawniła w wywiadzie, że tak naprawdę miała na sobie obcisły top i gorące spodenki Skims a nagość została później wmontowana. Jej rodzice byli obecni na planie i wiwatowali; „Wow, to jest takie gorące!” McRae wyznała, że teledysk inspirowany był wideoklipami Christiny Aguilery i Britney Spears.